# Coll des Eres

El Coll des Eres, respecte del terme d'Abella de la Conca

El Coll des Eres és una collada de carena de muntanya situada a 1.388,4 m d'altitud situat en el terme municipal d'Abella de la Conca, a la comarca del Pallars Jussà.
Està situat a la part alta de la vall del barranc de la Vall. De fet, aquest barranc es forma al vessant de ponent del coll. També s'hi forma un altres barranc: al vessant meridional, el barranc del Coll des Eres. És al sud-oest de la Borda de Jarret i al capdamunt -nord-oest- del Serrat de Cal Calafí.

## Etimologia
Es tracta d'un topònim romànic modern, de caràcter descriptiu: un coll de muntanya on hi havia unes eres per tal de batre les collites abans de baixar-les al poble que correspon.